# Notation (Berechenbarkeitstheorie)
Eine Notation einer Menge {\displaystyle M}, im Sinne der Berechenbarkeitstheorie, ist eine möglicherweise partielle surjektive Funktion {\displaystyle \nu :\subseteq \Sigma ^{*}\to M}.
Notationen und die verwandten Nummerierungen sind z. B. Werkzeuge beim Beweis der Äquivalenz von Register- und Turingmaschinen.